# Bāh
Bāh (engelska: Bah) är en ort i Indien.   Den ligger i distriktet Agra och delstaten Uttar Pradesh, i den centrala delen av landet, 240 km sydost om huvudstaden New Delhi. Bāh ligger 160 meter över havet och antalet invånare är 15 359.
Terrängen runt Bāh är mycket platt. Runt Bāh är det tätbefolkat, med 459 invånare per kvadratkilometer. Det finns inga andra samhällen i närheten. Trakten runt Bāh består till största delen av jordbruksmark.